# Web.Developer Server Suite
Web. Developer Server Suite — невласницьке програмне забезпечення, WAMP (Windows, Apache, MySQL, PHP) вебсервер для роботи під управлінням Windows. 
Проєкт започаткований в 2003 році з метою надання користувачу можливості працювати з сайтом на локальному комп'ютері. Він є одним з перших професійних WAMP дистрибутивів, які активно підтримуються і розвиваються. 
Основна мета проєкту — забезпечення стабільного, надійного і безпечного функціонування WAMP комплекту. 
Web. Developer Server Suite включає PhpMyAdmin, Perl, OpenSSL, mod security, Tomcat (Java Servlet та JavaServer Pages) та mod aspdotnet (ASP.NET). 
В пакет також включені пакети Joomla, Drupal, Wordpress, MediaWiki і PhpBB.